# Шахматни фигури
Шахматна фигура е всеки от шестте различни вида подвижни предмета, които се местят по статична шахматна дъска при играта на шахмат. Всеки от двамата играчи в шахмата разполага в началото на играта с по един набор от 16 шахматни фигури, съответно „бели“ и „черни“, който се състои от:
- 1 цар
- 1 дама (царица)
- 2 офицера
- 2 топа
- 2 коня
- 8 пешки

Всяка шахматна фигура се движи по различни правила в рамките на шахматното поле:
- Царят се движи само по едно поле ортогонално (т.е. хоризонтално или вертикално) или по диагонал.
- Дамата (царицата) се движи неограничен брой полета ортогонално или по диагонал.
- Офицерът се движи неограничен брой полета по диагонал.
- Топът се движи неограничен брой полета ортогонално на играчите (напред, назад, наляво и надясно).
- Конят се движи под формата на буквата „Г“ (две полета в едната посока и едно поле ортогонално на тях). Единствено конят може да прескача други фигури, когато се движи.
- Пешката се движи само по едно поле (или две полета, виж по-долу) напред в права линия, докато не срещне противникова фигура диагонално (наляво или надясно) едно поле пред пешката; ако се получи такава ситуация, тогава пешката може или да се премести диагонално, за да вземе противниковата фигура, или да продължи своя ход напред. Единствено при първото местене на дадена пешка е позволено тя да се премести напред с две полета.

Фигурите взимат противникова фигура, като стъпят на нейното поле, с изключение на правилото ан-пасан (виж пешка).
Обикновено цветовете на двата набора от фигури са в комбинация – бяло и черно, кафяво и кремаво, черно и червено, зелено и бяло. Въпреки че фактическият цвят на фигурите в комплекта може да варира, по-светлият се приема за „бял“, докато по-тъмният се приема за „черен“.
Фигурите, които се използват за игра, са обикновено триизмерни, като са по-високи отколкото широки. Например, за набора от фигури, направени за дъска с широчина на квадратчето 5 см (2 инча), царят ще е с височина около 95 мм. Срещат се в различни дизайни, като най-известният е „Дизайнът на Стаунтън“, наречен по името на Хауърд Стаунтън (английски шахматист от 19 век) и изработен от Натаниел Кук.

За игри, играни на високо ниво, се използват по-често фигури от дърво, докато за игри на ниско ниво или много големи турнири по-използвани са фигурите от пластмаса.
За обикновена игра за стандартни се смятат фигурите от „Дизайна на Стаунтън“. При тях височината на царя трябва да бъде между 86,5 мм и 115 мм. Предпочитана е височина от 95 мм до 102 мм. Диаметърът на царя трябва да бъде 40 – 50 % от неговата височина. Размерите на другите фигури трябва да бъдат пропорционални на размера на царя. Размерът на квадратчетата трябва да е приблизително 1,25 – 1,3 пъти диаметъра на основата на царя. Квадратчетата с големина приблизително 6 см са подходящи за набор от фигури, чийто цар е с височина в обхвата от 95 мм до 102 мм.